# Józef Milik
Józef Tadeusz Milik (ur. 24 marca 1922 w Seroczynie, zm. 6 stycznia 2006 w Paryżu) – polski biblista, orientalista, poliglota, pionier qumranistyki.
Milik był księdzem diecezjalnym. Władał dobrze rosyjskim, włoskim, francuskim, niemieckim i angielskim. Znał biegle następujące języki starożytne: ugarycki, sumeryjski, egipski, hetycki, gruziński. Opublikował więcej dzieł dotyczących rękopisów z Qumran niż jakikolwiek inny z wykwalifikowanych uczestników wykopalisk archeologicznych nad Morzem Martwym w Kumran, prowadzonych przez francuskiego dominikanina Rolanda de Vaux.

## Życiorys
Urodził się w chłopskiej rodzinie w wielowyznaniowej miejscowości. Jego ojcem był Józef Milik, działacz narodowy i poseł na Sejm, który fascynował się nauką i samodzielnie dokształcał się gromadząc bogaty księgozbiór. Wpłynęło to na intelektualne uformowanie Józefa Milika. Ukończył Gimnazjum im. Bolesława Prusa w Siedlcach. W 1939 wstąpił do seminarium w Płocku, a po zamknięciu go przez Niemców przeniósł się do seminarium w Warszawie.
W latach 1940–1944 pod kierunkiem ks. prof. Eugeniusza Dąbrowskiego studiował biblistykę, a następnie rozpoczął studia na Katolickim Uniwersytecie Lubelskim (dzięki pełnej superlatyw i pochwał opinii i poleceniu ks. prof. Feliksa de Ville skierowanemu do rektora KUL ks. prof. Antoniego Słomkowskiego). Na Wydziale Humanistycznym uczęszczał na wykłady z etnologii, etnografii, językoznawstwa. Słuchał również wykładów profesorów Juliusza Kleinera, Mieczysława Żywczyńskiego, Edwarda Bulandy, Edwarda Fermonta, Zdzisława Golińskiego i innych. Podjął się studiów z zakresu egzegezy i języków Starego Testamentu pod kierunkiem wybitnego biblisty ks. prof. Stanisława Stysia. Oprócz tego uczył się łaciny, syryjskiego i staro-cerkiewno-słowiańskiego.
W 1946 opublikował w czasopiśmie „Język Polski” artykuł pt. Gwara ludowa w nowelach Sienkiewicza. 30 czerwca 1946 został w Warszawie wyświęcony na kapłana przez biskupa Antoniego Szlagowskiego. 8 lipca tegoż roku uzyskał dyplom magistra teologii na podstawie pracy pt. „Doksa ten” w nauce św. Jana Chryzostoma. 26 lipca 1946 uzyskał licencjat teologii. W tym samym roku został skierowany przez swe władze na studia z zakresu biblistyki na Papieskim Uniwersytecie Gregoriańskim i Papieskim Instytucie Wschodnim w Rzymie (język arabski, gruziński, ugarycki, akadyjski, sumeryjski, egipski, fenicki i hetycki, oraz epigrafika) wraz z Augustynem Jankowskim. Już w trakcie pierwszego spotkania z o. prof. Ludwikiem Semkowskim, zaliczył język hebrajski. W trakcie nauki w Rzymie słuchał wykładów profesorów Augustina Bei, Josepha Bonsirvena, Eugenia Zolli i innych wybitnych uczonych. Publikował w prasie naukowej brytyjskiej, francuskiej, włoskiej, oraz po łacinie.
W 1948 po odkryciu zwojów z Qumran zmienił swe zainteresowania naukowe i zrezygnował z kariery biblisty. W 1951 Milik obronił pracę licencjacką otrzymując ocenę summa cum laude (z najwyższą pochwałą), która poświęcona była odkrytej w Qumran Księdze Reguły (Il Manuale della Disciplina) i zawierała pierwsze jego tłumaczenia tegoż dokumentu. W komisji egzaminacyjnej zasiadali najwybitniejsi ówcześni znawcy tematu: prof. Ernest Vogt, i prof. Augustin Bea, rektor Biblicum. Rok później rozpoczął prace w Jerozolimie nad odczytywaniem tekstów z papirusów odnalezionych w Qumran, tworząc system oznaczania fragmentów.
W 1955 był współautorem pierwszej większej publikacji dotyczącej tekstów z Groty Pierwszej – Discoveries in the Judaean Desert. W następnym roku polski badacz został ogłoszony „najszybszym człowiekiem od fragmentów” przez amerykański tygodnik „Time”. W 1959 ukazała się jego następna książka Ten Years of Discovery in the Wilderness of Judaea (sprawdzone i poprawione wydanie tłumaczenia Dix ans de découvertes dans le Désert de Juda z 1957). Od 1961 należał do Polskiego Towarzystwa Naukowego na Obczyźnie.
W 1969 roku Milik porzucił kapłaństwo i ożenił się. Po przeprowadzce do Paryża w 1976 opublikował The Books of Enoch. Pod koniec życia pracował we francuskim Centre national de la recherche scientifique. Przeszedł na emeryturę w 1987.

## Twórczość
- Barthélemy Dominique, Milik Joseph Thaddée, Vaux Roland de, Crowfoot Grace M., Qumran Cave I (Discoveries in the Judaean Desert 1), Oxford 1955.
- Milik Joseph Thaddée, Vaux Roland de, Dix ans de découvertes dans le Désert de Juda, Paris 1957.
- Bagatti Bellarmino, Milik Joseph Thaddée, Gli scavi del “Dominus Flevit” – Monte Oliveto – Gerusalemme. Parte I: La necropoli del periodo romano (Studium Biblicum Franciscanum Collectio Maior 13), Jerusalem 1958.
- Milik Joseph Thaddée, Strugnell John, Ten Years of Discovery in the Wilderness of Judaea, London 1959.
- Milik Joseph Thaddée, La topographie de Jérusalem vers la fin de l’Époque Byzantine, Beyrouth 1961.
- Benoit Pierre, Milik Joseph Thaddée, Vaux Roland de, Crowfoot Grace M., Les Grottes de Murabba’ât, Oxford 1961.
- Baillet Maurice, Milik Joseph Thaddée, Vaux Roland de, Baker H. W., Le “Petites Grottes” de Qumrân, Oxford 1962.
- Milik Józef Tadeusz, Święty Świerad. Saint Andrew Zoeradus, Roma 1966.
- Milik Józef Tadeusz, Dziesięć lat odkryć na Pustyni Judzkiej, Warszawa 1968.
- Winnett Frederick Victor, Reed William L., Milik Joseph Thaddée, Starcky Jean, Ancient Records from North Arabia, Toronto 1970.
- Milik Joseph Thaddée, Recherches d’épigraphie proche-orientale Dédicaces faites par des dieux (Palmyre, Hatra, Tyr) et des thiases sémitiques à l’époque romaine (Bibliotéque archéologique et historique 92), Paris 1972.
- Milik Joseph Thaddée, Black Matthew, The Books of Enoch: aramaic fragments of Qumrân Cave, Oxford 1976.
- Vaux Roland de, Milik Joseph Thaddée, Qumran Grotte 4 – II. I. Archéologie II. Tefillin, Mezuzot et Targums (4Q128-4Q157), Oxford 1977.
- Milik Joseph Thaddée, A preliminary edition of the unpublished Dead Sea scrolls, Washington D.C. 1995.